# Jan Kirchhoff
Jan Tilman Kirchhoff (Francoforte sul Meno, 1º ottobre 1990) è un allenatore di calcio ed ex calciatore tedesco, di ruolo difensore o centrocampista.

## Carriera

### Club
Dopo aver giocato con il Magonza e il Bayern Monaco, quest'ultima società lo manda in prestito allo Schalke 04 da inizio 2014 fino al 30 giugno 2015.

#### Sunderland
Il 7 gennaio viene ufficializzato dalla società inglese l'acquisto. Il giocatore ha firmato un contratto fino al 2017.

## Statistiche

### Presenze e reti nei club
Statistiche aggiornate al 24 febbraio 2018.
| Stagione             | Squadra              | Campionato           | Campionato | Campionato | Coppe nazionali | Coppe nazionali | Coppe nazionali | Coppe continentali | Coppe continentali | Coppe continentali | Altre coppe | Altre coppe | Altre coppe | Totale | Totale |
| Stagione             | Squadra              | Comp                 | Pres       | Reti       | Comp            | Pres            | Reti            | Comp               | Pres               | Reti               | Comp        | Pres        | Reti        | Pres   | Reti   |
| -------------------- | -------------------- | -------------------- | ---------- | ---------- | --------------- | --------------- | --------------- | ------------------ | ------------------ | ------------------ | ----------- | ----------- | ----------- | ------ | ------ |
| 2008-2009            | Magonza              | ZL                   | 1          | 0          | CG              | 0               | 0               | -                  | -                  | -                  | -           | -           | -           | 1      | 0      |
| 2009-2010            | Magonza              | BL                   | 0          | 0          | CG              | 0               | 0               | -                  | -                  | -                  | -           | -           | -           | 0      | 0      |
| 2010-2011            | Magonza              | BL                   | 10         | 0          | CG              | 0               | 0               | -                  | -                  | -                  | -           | -           | -           | 10     | 0      |
| 2011-2012            | Magonza              | BL                   | 29         | 0          | CG              | 3               | 0               | UEL                | 0                  | 0                  | -           | -           | -           | 32     | 0      |
| 2012-2013            | Magonza              | BL                   | 18         | 0          | CG              | 3               | 0               | -                  | -                  | -                  | -           | -           | -           | 21     | 0      |
| Totale Magonza       | Totale Magonza       | Totale Magonza       | 58         | 0          |                 | 6               | 0               |                    | 0                  | 0                  |             | -           | -           | 64     | 0      |
| 2013-gen. 2014       | Bayern Monaco        | BL                   | 7          | 0          | CG              | 2               | 0               | UCL                | 2                  | 0                  | SG+Cmc      | 0+0         | 0           | 11     | 0      |
| gen.-giu. 2014       | Schalke 04           | BL                   | 2          | 0          | CG              | 0               | 0               | UCL                | -                  | -                  | -           | -           | -           | 2      | 0      |
| 2014-2015            | Schalke 04           | BL                   | 14         | 0          | CG              | 0               | 0               | UCL                | 4                  | 0                  | -           | -           | -           | 18     | 0      |
| 2015-gen. 2016       | Bayern Monaco        | BL                   | 0          | 0          | CG              | 1               | 0               | UCL                | 0                  | 0                  | SG          | 0           | 0           | 1      | 0      |
| Totale Bayern Monaco | Totale Bayern Monaco | Totale Bayern Monaco | 7          | 0          |                 | 3               | 0               |                    | 2                  | 0                  |             | 0           | 0           | 12     | 0      |
| gen.-giu. 2016       | Sunderland           | PL                   | 15         | 0          | FA Cup+CdL      | -               | -               | -                  | -                  | -                  | -           | -           | -           | 15     | 0      |
| 2016-2017            | Sunderland           | PL                   | 7          | 0          | FA Cup+CdL      | 0+1             | -               | -                  | -                  | -                  | -           | -           | -           | 8      | 0      |
| Totale Sunderland    | Totale Sunderland    | Totale Sunderland    | 22         | 0          |                 | 1               | 0               |                    | -                  | -                  |             | -           | -           | 23     | 0      |
| feb.-giu. 2018       | Bolton               | FLC                  | 4          | 0          | FACup+CdL       | -               | -               | -                  | -                  | -                  | -           | -           | -           | 4      | 0      |
| 2018-2019            | Magdeburgo           | 2BL                  | 10         | 0          | CG              | 0               | 0               | -                  | -                  | -                  | -           | -           | -           | 10     | 0      |
| 2019-2020            | Uerdingen 05         | 3L                   | 21         | 2          | CG              | 0               | 0               | -                  | -                  | -                  | -           | -           | -           | 21     | 2      |
| 2020-2021            | Uerdingen 05         | 3L                   | 1          | 0          | CG              | 0               | 0               | -                  | -                  | -                  | -           | -           | -           | 1      | 0      |
| Totale Uerdingen     | Totale Uerdingen     | Totale Uerdingen     | 22         | 2          |                 | 0               | 0               |                    | -                  | -                  |             | -           | -           | 22     | 2      |
| Totale carriera      | Totale carriera      | Totale carriera      | 139        | 2          |                 | 10              | 0               |                    | 6                  | 0                  |             | 0           | 0           | 155    | 2      |

## Palmarès
- Coppa del mondo per club: 1

Bayern Monaco: 2013